# Huazuo
Huazuo (kinesiska: 化作, 化作苗族彝族乡) är en socken i Kina. Den ligger i provinsen Guizhou, i den sydvästra delen av landet, omkring 140 kilometer väster om provinshuvudstaden Guiyang.